# スケネクタディ・ロコモティブ・ワークス

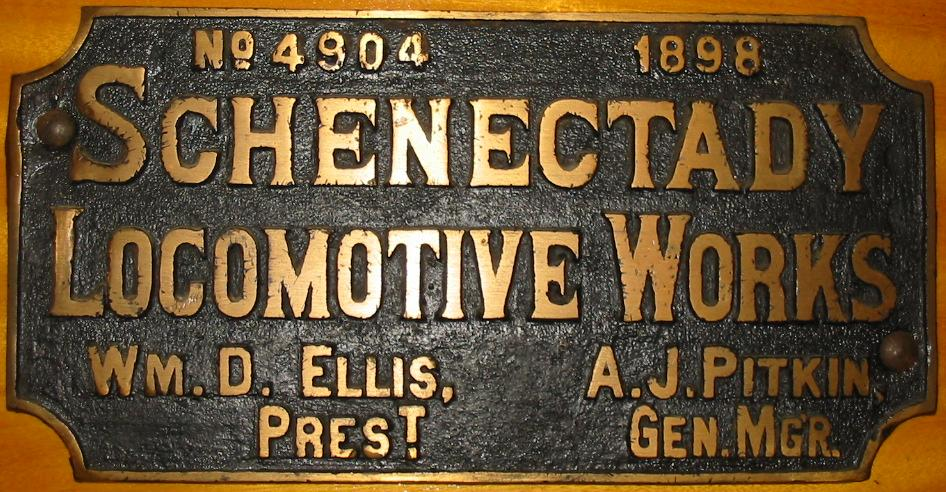
スケネクタディ・ロコモティブ・ワークスの製造銘板（1898年）。社長名、総支配人名が入っている。

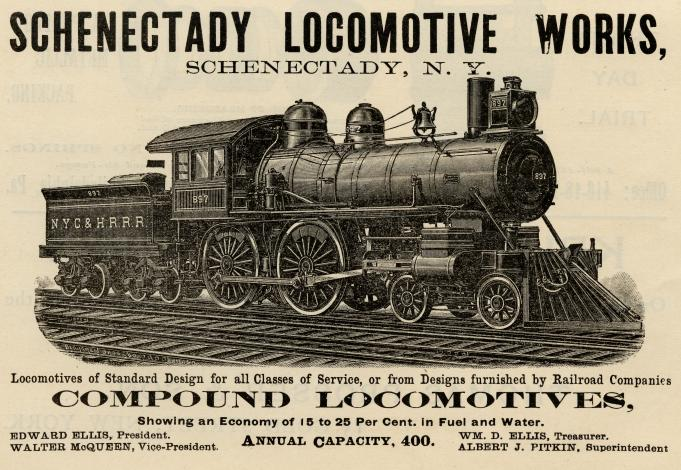
『アメリカン・エンジニア・アンド・レイルロード・ジャーナル』誌に掲載された広告（1893年）

スケネクタディ・ロコモティブ・ワークス (Schenectady Locomotive Works) は、19世紀のアメリカ合衆国ニューヨーク州スケネクタディに存在した機関車製造会社。1901年にアメリカン・ロコモティブ・カンパニー（アルコ）成立の中核となり、アルコ本社はスケネクタディに置かれた。

## 概要
創業は1848年で、ジョン・エリスとプラート・ポッターの協同事業であった。スケネクタディ工場が本格的に機関車製造を手掛けたのは1851年で、生産高は当時米国内5位であったが、上位の機関車メーカーであったノリス・ロコモティブ・ワークスとヒンクリー・ロコモティブ・ワークスが1900年までに閉鎖されたため、ロジャーズ・ロコモティブ・ワークスをしのいで、米国内2位のメーカーとなった。この時点でのトップメーカーはボールドウィン・ロコモティブ・ワークスで17,315両を数え、対するスケネクタディは5,700両程度であり、数の面で到底及ばなかったが、1901年にブルックス、ピッツバーグ、リッチモンド、ロードアイランド、ディックソン、マンチェスター、クック、スケネクタディの8社統合によりアメリカン・ロコモティブ・カンパニーが成立、ようやくボールドウィンに対抗できる態勢となったのである。

## 日本との関わり
スケネクタディ製の機関車が初めて日本に導入されたのは、1897年に鉄道作業局と九州鉄道に導入された21両（後の鉄道院5700形）である。その背景には、日清戦争後、急激に増大を見た輸送量に対応するため、安価で短期間に納入できるメーカーが求められたことがある。この時、スケネクタディは、良質なものを供給することに努め、とかく粗製濫造の評判のあったボールドウィンに対抗した。スケネクタディの製品は、ボールドウィンのような粗野さがなく、また必要以上に飾り立てることもない、上品なシンプルさが持ち味である。日本に入ったのは、アルコ統合後のスケネクタディ工場製のものを含めて13形式262両で、ボールドウィンには及ばないものの、鉄道作業局（→鉄道院）、日本鉄道、山陽鉄道、九州鉄道、北海道炭礦鉄道といった良質な得意先を持ち、資本力のある鉄道事業者がまとめて導入するケースが目立った。
名前が長く呼びづらいため、現場や鉄道愛好家の間では「スケネク」と略されることが多い。